# Aspilogia
Aspilogia (da aspis, scudo e logos, trattato) significa studio delle armi o araldica. 
Il termine fu coniato da Sir Henry Spelman (c.1564–1641) come titolo per il suo trattato, scritto in latino, sugli stemmi. Il Dictionary of National Biography e il Revised Medieval Latin Word List segnalano il primo comparire della parola al 1595 circa, forse poco prima. 
Sir Anthony Wagner (1908-1995) nel suo A Catalogue of Medieval Arms (1950) sostiene, su basi etimologiche, che la forma migliore sarebbe stata "Aspidologia", ma mantenne, per rispetto alla tradizione, il neologismo di Spelman.